# Juan Carlos Merlo
Juan Carlos Merlo nació el 18 de julio de 1948 en Palermo, Buenos Aires. Es un exfutbolista y director técnico argentino. 
Actualmente es Director de la Escuela de directores técnicos Nicolás Avellaneda ubicada en el partido de Avellaneda de la provincia de Buenos Aires. 
Además se desempeña como instructor CONMEBOL.

### Biografía
Nació en la capital argentina en 1948, siendo hijo de una viguesa y nieto de un orense. Comenzó su carrera como futbolista en el Deportivo Español de su ciudad natal, luego se mudó a Temperley. Con ese club disputó 47 encuentros de Primera B (segunda división argentina), marcando 32 goles.
Sus buenos números en Temperley llamaron la atención de Independiente, que lo fichó en 1973. Con el club de Avellaneda jugó por primera vez en Primera División y el 26 de abril de 1973 debutó en la Copa Libertadores, en una victoria por 2-0 sobre los millonarios colombianos. Después de una ardua temporada acabó proclamándose campeón de la Libertadores de la Copa Intercontinental y de la Copa Interamericana. A continuación pasó por Banfield, antes de regresar en 1975 a Temperley, donde recuperó sus buenas cifras goleadoras, con 22 tantos en 72 encuentros.
En septiembre de 1976 llegó a Galicia para fichar por el Deportivo de La Coruña, entrenado por el también argentino Héctor Rial. Debutó en la segunda jornada de la temporada 1976/77 de la Segunda División, en un partido contra el Cádiz en Riazor, marcando el primero de los dos goles de su equipo (2-1). Jugó un total de 19 partidos con el equipo de La Coruña, anotando 4 goles. En septiembre de 1977 llegó a un acuerdo con el club para rescindir su contrato.
De regreso en Argentina, jugó para Racing Club y en 1978 se mudó a Quilmes, ganando el campeonato de Primera División por primera y única vez en la historia del club desde la llegada del profesionalismo. Acabó su carrera vistiendo la camiseta de Almirante Brown de Isidro Casanova. Para los registros históricos de BDFA jugó 252 partidos y convirtió 75 goles.
Tras retirarse inició su carrera como entrenador y en 1982 consiguió con Temperley el ascenso a Primera División. Luego jugó en Sarmiento de Junín, El Porvenir, Sportivo Italiano, Los Andes, Tigre, Temperley dos veces, San Martín de San Juan. Posteriormente pasó a trabajar como instructor en la Confederación Sudamericana de Fútbol.

### Como jugador

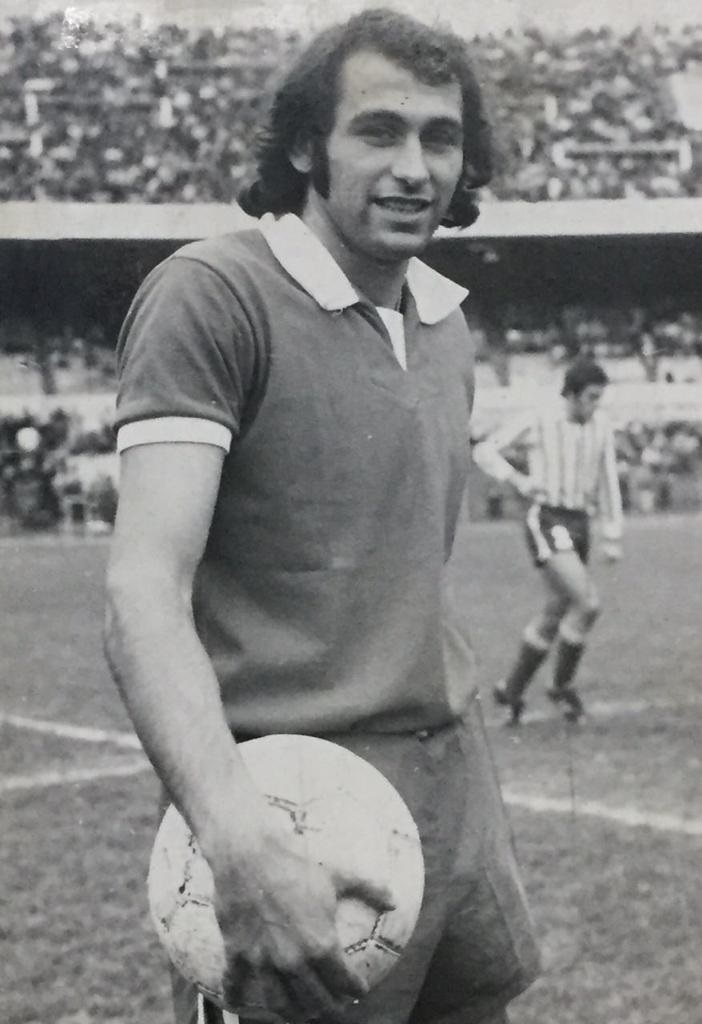
Juan Carlos Merlo en el clásico de Avellaneda jugando para Independiente.

| Año  | Equipo                        |
| ---- | ----------------------------- |
| 1968 | Pacifico de Neuquén (Colimba) |
| 1970 | Español                       |
| 1971 | Temperley                     |
| 1973 | Independiente                 |
| 1974 | Banfield                      |
| 1975 | Temperley                     |
| 1976 | Deportivo La Coruña           |
| 1977 | Racing Club                   |
| 1978 | Quilmes                       |
| 1979 | Almirante Brown               |

### Cómo DT
| Año  | Cargo              | Equipo                 |
| ---- | ------------------ | ---------------------- |
| 1981 | Director técnico   | Temperley              |
| 1982 | Director técnico   | Sarmiento              |
| 1983 | Director técnico   | El Porvenir            |
| 1984 | Director técnico   | Los Andes              |
| 1985 | Director técnico   | Tigre                  |
| 1987 | Director técnico   | Temperley              |
| 1997 | Director técnico   | Temperley              |
| 1998 | Director técnico   | San Martin de San Juan |
| 2011 | Director deportivo | Nueva Chicago          |
| 2016 | Asesor deportivo   | Almirante Brown        |